# Головине
Головине (раніше також Головин) — селище в Україні, у Черняхівській селищній територіальній громаді Житомирського району Житомирської області. Чисельність населення становить 1 969 осіб (2001). У 1930—54 роках — адміністративний центр колишньої Головинської сільської ради, у 1981—2020 роках — адміністративний центр колишньої однойменної селищної ради. До 1981 року — село, у 1981—2024 роках — селище міського типу.

## Загальна інформація
Розміщується в північно-східній частині Житомирської області, на річці Бистріївка, притоці Мики, за 40 км від Житомира, за 15 км від залізничної станції Горбаші. Має автобусне сполучення із Житомиром, Києвом та Черняховим. Головним підприємством є «Головинський кар'єр». У селищі є загальноосвітня школа, дитсадок, профтехучилище, будинок культури, дільнична амбулаторія, відділення банку, стадіон, парк відпочинку, діє релігійна громада православної церкви України. На території селища встановлено меморіальний комплекс пам'яті загиблих у Другій світовій війні.
Поблизу селища знаходиться Головинське родовище лабрадориту, яке розробляється з 1928 року. На східній околиці села розміщується геологічна пам'ятка природи «Відслонення іризуючого лабрадориту». На честь селища була названа мала планета № 220418, відкрита 23 вересня 2003 року в Андрушівській астрономічній обсерваторії.

## Населення
У другій половині 19 століття в поселенні налічувався 530 мешканців. За довідником 1885 року в селі мешкало 322 особи, налічувалося 40 дворових господарств, наприкінці 19 століття — 312 мешканців, дворів — 23.
Відповідно до результатів перепису населення Російської імперії 1897 року, загальна кількість мешканців становила 576 осіб, з них: православних — 529, чоловіків — 301, жінок — 275.
У 1906 році в селі проживало 484 мешканці, дворів — 98, у 1923 році — 900 мешканців, дворів — 107.
Відповідно до результатів перепису населення СРСР, кількість населення станом на 12 січня 1989 року становила 2 318 осіб. Станом на 5 грудня 2001 року, відповідно до перепису населення України, кількість мешканців села становила 1 969 осіб.

## Історія
Поблизу селища виявлено стародавні кургани та слов'янський могильник VI—VII століття.
У 1502 році король Олександр надав маєток Головин з Панфіловським, Янковецьким, Вовковицьким і Помідоловським дворищами луцькому старості князеві Семенові Юревичу з Гольшан, котрий збудував тут замок. Згодом перейшов до князів Острозьких, входив до складу Острозької ординації, надавався у довічне користування за заслуги перед батьківщиною. Власник головинського маєтку зобов'язувався особисто з прислугою ставати до війська за кожним покликом полковника Острозького і за кожну виправу звітуватися. Останній такий привілей надано у 1715 році Адамові Буйновакому. Згадується у люстрації Київського воєводства 1754 року, спадщина київського городничого Яна Куровського, подимне вносили від 20 дворів.
В другій половині 19 століття — село Житомирського повіту Волинської губернії, за 12 кілометрів на схід від містечка Черняхів. Належало князеві Чарторийському. За довідником 1885 року — колишнє поміщицьке село Бежівської волості Житомирського повіту Волинської губернії. Були православна каплиця, два заїзди, водяний млин.
Наприкінці 19 століття — сільце Бежівської волості Житомирського повіту Волинської губернії. Розміщувалося за 26 верст від Житомира, належало до православної парафії у Бежеві, за 1 версту. Був млин, поклади лабрадоритів. Власність поміщика М. Салісса.
У 1906 році — сільце Бежівської волості (7-го стану) Житомирського повіту Волинської губернії. Відстань до губернського центру, м. Житомир, становила 25 верст, до волосного центру с. Бежів — 1 верста. Поштове відділення — міст. Черняхів.
У 1923 році включене до складу новоствореної Бежівської сільської ради, яка 7 березня 1923 року увійшла до складу новоутвореного Черняхівського району Житомирської округи. Розміщувалося за 11 верст від районного центру міст. Черняхів, за 1 версту від центру сільської ради, с. Бежів. 13 червня 1930 року, відповідно до наказу Волинського ОВК № 38 «Про утворення нових сільрад у Волинській окрузі», в селі утворено окрему Головинську сільську раду Черняхівського району.
Село постраждало від Голодомору 1932—1933 років та сталінських репресій.
11 серпня 1954 року, внаслідок об'єднання сільських рад, село підпорядковане Бежівській сільській раді. 14 березня 1977 року, відповідно до рішення Житомирського облвиконкому № 113 «Про зміни в адміністративно-територіальному підпорядкуванні окремих населених пунктів області», село передане до складу Сліпчицької сільської ради Черняхівського району. 19 січня 1981 року, відповідно до рішення Житомирського облвиконкому «Про внесення змін в адміністративно-територіальний поділ окремих районів», село віднесене до категорії селищ міського типу; одночасно утворено Головинську селищну раду Черняхівського району.
В селищі розробляють родовища декоративного лабрадориту, ним облицьовано Мавзолей Леніна, низку станцій Московського, Ленінградського та Київського метрополітенів, Московський державний університет, Палац з'їздів у Кремлі тощо. 67 працівників кар'єру відзначено орденами й медалями СРСР, зокрема майстру полірувального цеху О. А. Вербичу присвоєно звання Героя Соціалістичної Праці, майстра цеху М. Л. Краснобокого нагороджено орденом Жовтневої Революції, каменотеса Л. Й. Підлісного та полірувальника І. П. Войтенка — орденом Трудового Червоного Прапора.
12 червня 2020 року, відповідно до розпорядження Кабінету Міністрів України № 711-р «Про визначення адміністративних центрів та затвердження територій територіальних громад Житомирської області», територію та населені пункти Головинської селищної ради включено до складу Черняхівської селищної територіальної громади Житомирського району Житомирської області.
26 січня 2024 року, відповідно до Закону України «Про порядок вирішення окремих питань адміністративно-територіального устрою України» від 28 липня 2023 року, віднесене до категорії селищ.

## Відомі люди
- Рудий Віталій Валентинович (1984—2014) — сержант учасник російсько-української війни.